# Alexandr Timoshinin
Alexandr Timoshinin –en ruso, Александр Тимошинин– (20 de mayo de 1948-26 de noviembre de 2021) fue un deportista soviético que compitió en remo.
Participó en dos Juegos Olímpicos de Verano en los años 1968 y 1972, obteniendo dos medallas, oro en México 1968 y oro en Múnich 1972. Ganó una medalla de plata en el Campeonato Europeo de Remo de 1973.

## Palmarés internacional
| Juegos Olímpicos   | Juegos Olímpicos          | Juegos Olímpicos | Juegos Olímpicos |
| Año                | Lugar                     | Medalla          | Prueba           |
| ------------------ | ------------------------- | ---------------- | ---------------- |
| 1968               | Ciudad de México (México) | Medalla de oro   | Doble scull      |
| 1972               | Múnich (RFA)              | Medalla de oro   | Doble scull      |
| Campeonato Europeo |                           |                  |                  |
| Año                | Lugar                     | Medalla          | Prueba           |
| 1973               | Moscú (URSS)              | Medalla de plata | Doble scull      |